# پارک شبه‌ملی تنریو-اوکومیکاوا
پارک شبه‌ملی تنریو-اوکومیکاوا (به لاتین: Tenryū-Okumikawa Quasi-National Park) یک منطقهٔ مسکونی در ژاپن است که در منطقه چوبو واقع شده‌است.